# T. Mark Harrison
Timothy Mark Harrison (* 2. November 1952 in Vancouver) ist ein kanadischer Geochemiker und Geologe.
Harrison studierte Geologie an der University of British Columbia mit dem Bachelor-Abschluss 1977 und wurde 1981 an der Australian National University promoviert. Als Post-Doktorand war er an der Carnegie Institution in Washington D.C. Ab 1982 lehrte er an der State University of New York at Albany und ab 1989 war er Professor an der University of California, Los Angeles (UCLA), an der er 1997 bis 2000 seinem Department vorstand. Außerdem war er 2001 bis 2006 Direktor der Research School of Earth Sciences an der Australian National University. Von 2006 bis 2011 war er Direktor des Institute of Geophysics and Planetary Physics der UCLA.
Harrison ist Ko-Autor eines Standardwerks zur Argon-Argon-Datierung, für die er als führender Experte gilt. Er wandte die Methode unter anderem zur Erforschung der tektonischen Geschichte des Himalayas und Tibets an. Er befasste sich auch mit der Frühzeit der Erde, den ersten Hinweisen auf Leben, mit Ozeanen, Kontinenten und Plattentektonik und ist Autor eines Buches über das Hadaikum.
Er war Associate Editor von Geochimica et Cosmochimica Acta. 1985 erhielt er einen Presidential Young Investigator Award der National Science Foundation, 1995 den Norman L. Bowen Award der American Geophysical Union und 2009 die Arthur L. Day Medal der Geological Society of America. Er ist Mitglied der National Academy of Sciences (seit 2011) und der Australian Academy of Science. Harrison gehört zu den hochzitierten Wissenschaftlern.

## Schriften (Auswahl)
- mit E. B. Watson: Zircon saturation revisited: temperature and composition effects in a variety of crustal magma types, Earth and Planetary Science Letters, Band 64, 1983, S. 295–304
- mit I. McDougall: Geochronology and Thermochronology by the Ar40/Ar39 Method, Oxford UP 1988
- mit P. Copeland, W. S. F. Kidd, A. N. Yin: Raising tibet, Science, Band 255, 1992, S. 1663–1670
- mit S. J. Mojzsis u. a.: Evidence for life on Earth before 3,800 million years ago, Nature, Band 384, 1996, S. 55–59
- mit A. Yin: Geologic evolution of the Himalayan-Tibetan orogen, Annual Review of Earth and Planetary Sciences, Band 28, 2000, S. 211–280
- Hadean Earth, Springer 2020